# 1366 Piccolo
1366 Piccolo је астероид главног астероидног појаса са пречником од приближно 27,55 .
Афел астероида је на удаљености од 3,285 астрономских јединица (АЈ) од Сунца, а перихел на 2,463 АЈ.
Ексцентрицитет орбите износи 0,142, инклинација (нагиб) орбите у односу на раван еклиптике 9,474 степени, а орбитални период износи 1779,910 дана (4,873 године).
Апсолутна магнитуда астероида је 10,45 а геометријски албедо 0,153.
Астероид је откривен 29. новембра 1932. године.